# Stethacanthus
Stethacanthus е изчезнал род акули, които са живели в ранния карбон, преди около 360 милиона години. Вкаменелости са открити в Европа и Северна Америка.
Stethacanthus са дълги около 70 cm и в много отношения, имат типичен за акула вид. Въпреки това, са най-известни с необичайната форма на гръбната перка, която прилича на наковалня или на дъска за гладене. Малки шипове (уголемени версии на кожните зъбчета, които често се срещат по кожата на акула) обхващат този гребен както и главата на акула. Този гребен може да е играел роля в любовните ритуали или да е използван за да плашат потенциалните хищници.